# Zizi Strallen
Zizi Strallen, all'anagrafe Sylphide Charity Vaigncourt-Strallen (Londra, 1º novembre 1990) è un'attrice, cantante e ballerina britannica, nota per il suo lavoro nel teatro musicale londinese.

## Biografia
È figlia degli attori Sandy Strallen e Cherida Langford, nipote di Bonnie Langford e sorella di Scarlett, Sasi e Summer Strallen.
Ha recitato a Londra nei musical Merrily We Roll Along (2013) e Follies (2017) e nel balletto di Matthew Bourne The Car Man. Ha anche recitato nei panni di Mary Poppins nel tour del musical della Disney in scena in Gran Bretagna e Irlanda nel 2015, prima di tornare a ricoprire il ruolo nel revival londinese del 2019. Per la sua interpretazione nel ruolo della celebre tata al Prince Edward Theatre del West End riceve una nomination al Laurence Olivier Award alla migliore attrice in un musical nel 2020.

## Filmografia parziale

### Cinema
- Cenerentola (Cinderella), regia di Kenneth Branagh (2015)
- Cats, regia di Tom Hooper (2019)

### Televisione
- Dinotopia - serie TV, 1 episodio (2002)